# Aerocondor
A Aerocondor Transportes Aéreos foi uma das primeiras companhias de capital privada a serem certificadas pelo INAC para transportar passageiros em Portugal. Voos regulares com destino a Bragança e Vila Real. Voos particulares para transporte de passageiros ou carga para qualquer destino da Europa, de África ou do Médio Oriente, a Aerocondor dispõe de uma frota versátil, constituida por bimotores turbohélice. Cessou a atividade no final dos anos 2000. 
A ATA acabou por falir em 2008. A Escola de Aviação Aerocondor continuou a crescer, tendo passo por mãos espanholas e mudando de nome para Gestair de 2010 a 2013, ano em que se tornou-se parte do GAir Group, integrando um projecto com um investimento superior a 50 milhões de euros, e uma forte ambição de ajudar a desenvolver a nova geração de pilotos, oferecendo formação de excelência e instalações de topo, num ambiente multicultural. Neste momento faz parte da L3 Commercial Training Solutions, um dos maiores grupos de formação de pilotos do mundo, onde se integra também a antiga  CTC Aviation, agora L3 CTC.

## Associados
Foi fundada por o antigo Coronel da Força Aérea portuguesa Victor Brito com a ajuda do seu filho mais velho Victor João Brito hoje em dia comandante de voos executivos na companhia aérea WHITE. Mais tarde a escola contou com a entrada do 2º filho mais velho de Victor Brito, José Manuel Brito mais tarde tornando- se vice-presidente da empresa, hoje em dia é comandante na TAP Portugal. 

## Frota
- 1 ATR-42 de 46 lugares;
- 4 Shorts 360 de 36 lugares;
- 2 Dornier 228 de 18 lugares;
- 1 Piper Chieftain de 8 lugares para serviços de táxi aéreo.